# Prosopocera

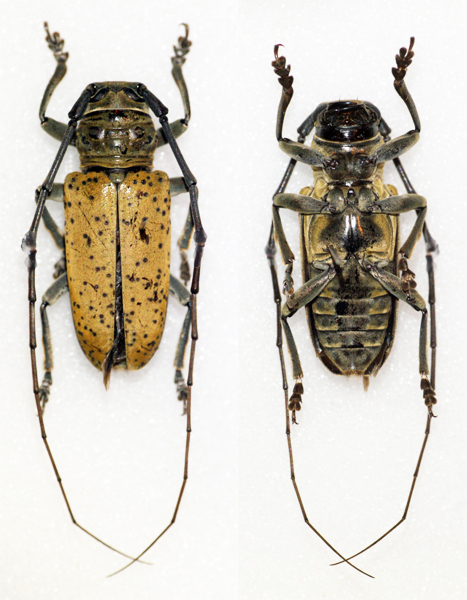
Prosopocera argus

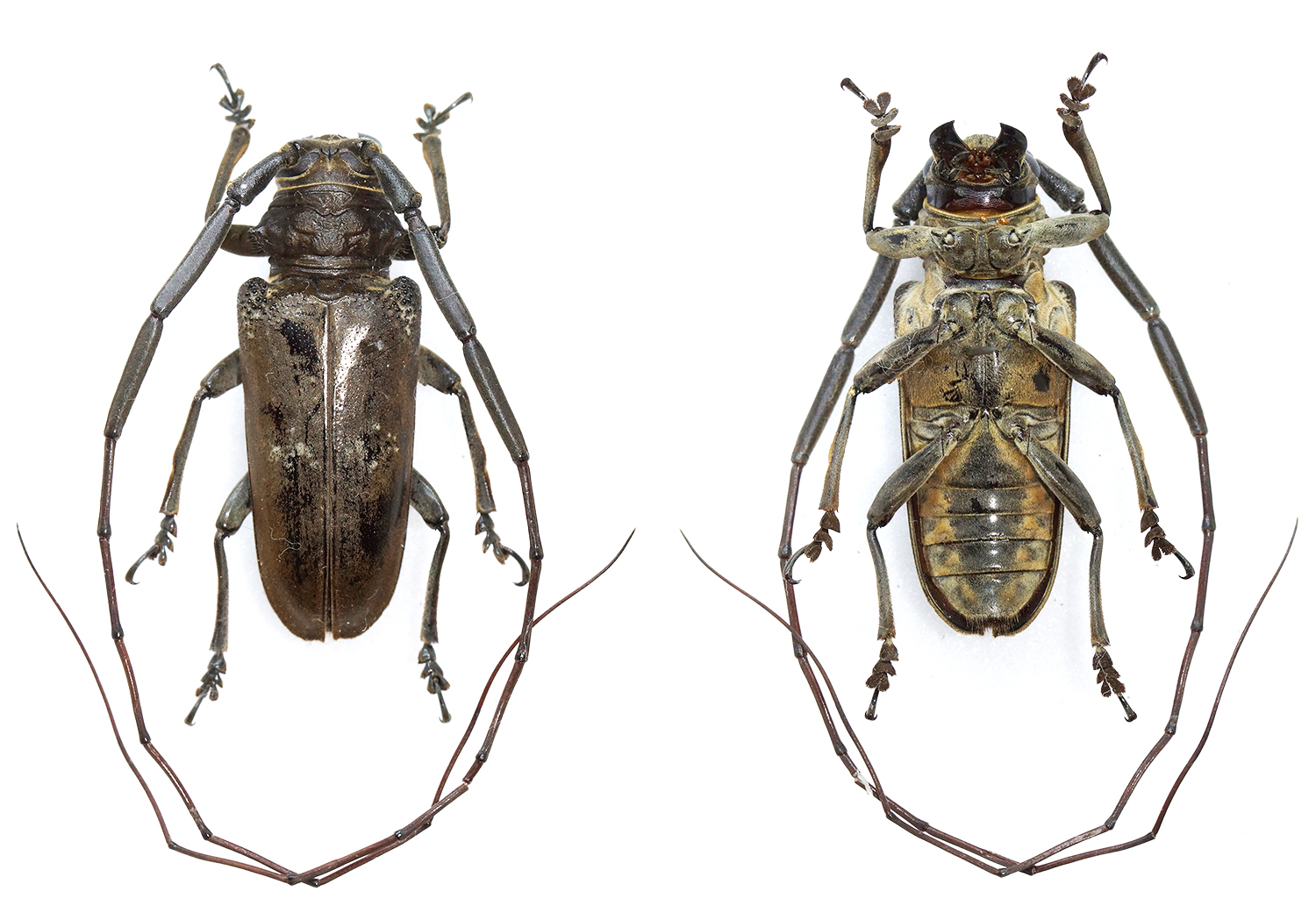
PProsopocera fryi

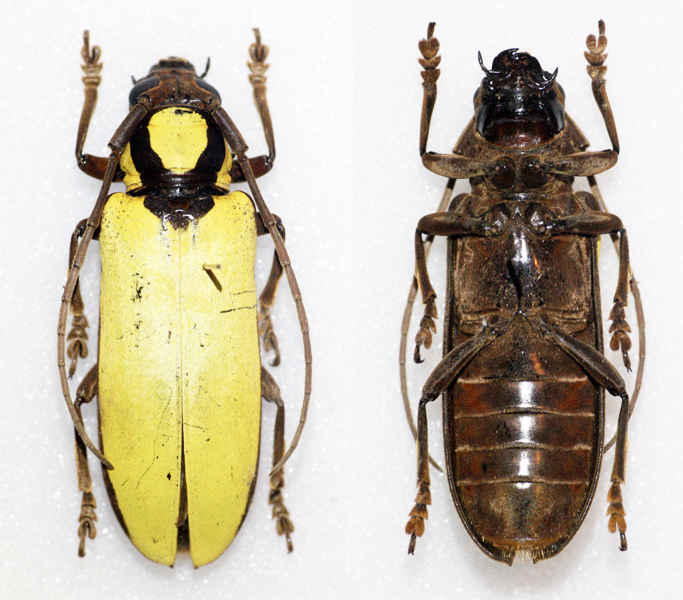
Prosopocera lucia (14081258518).jpg

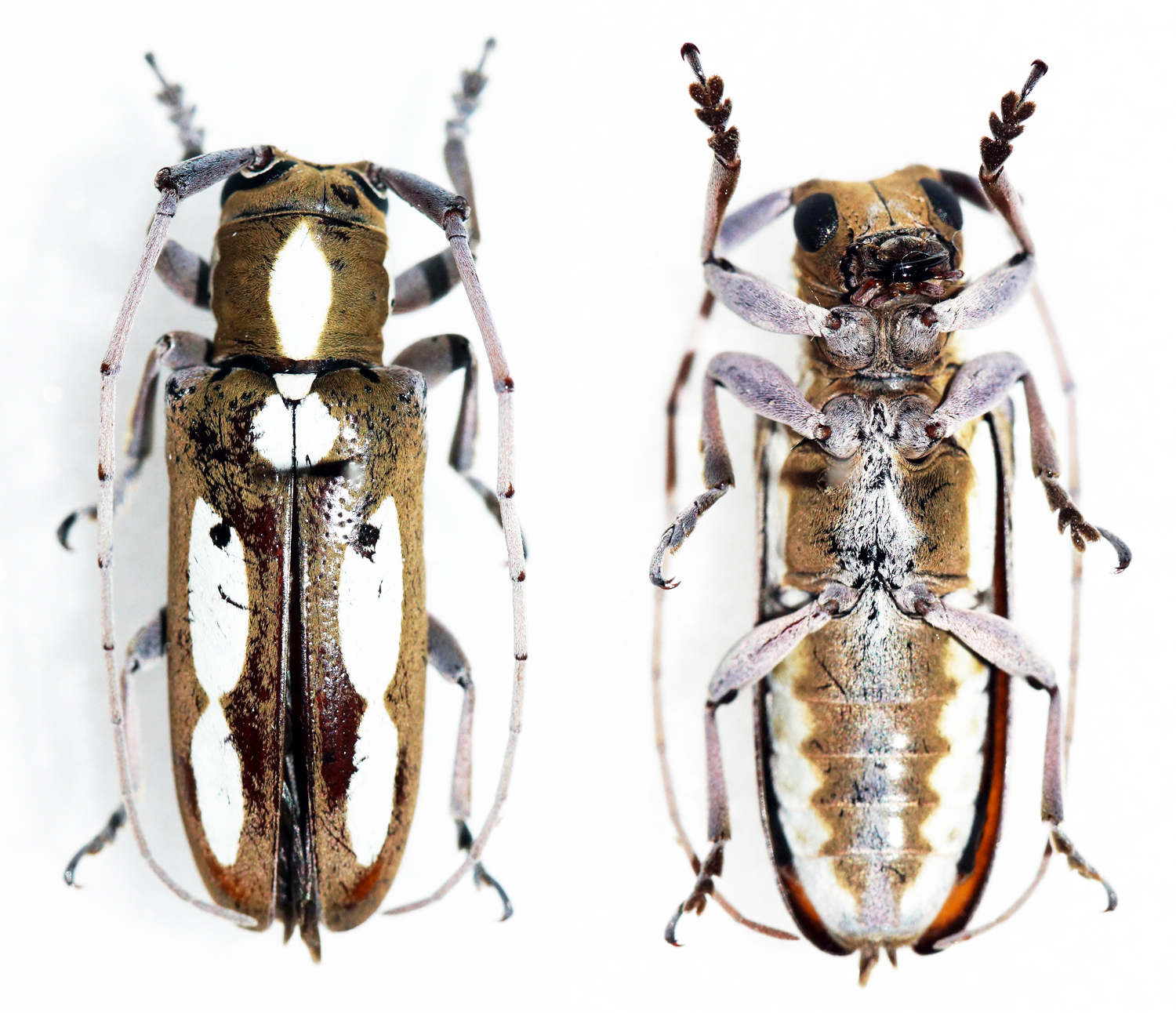
Prosopocera murrea

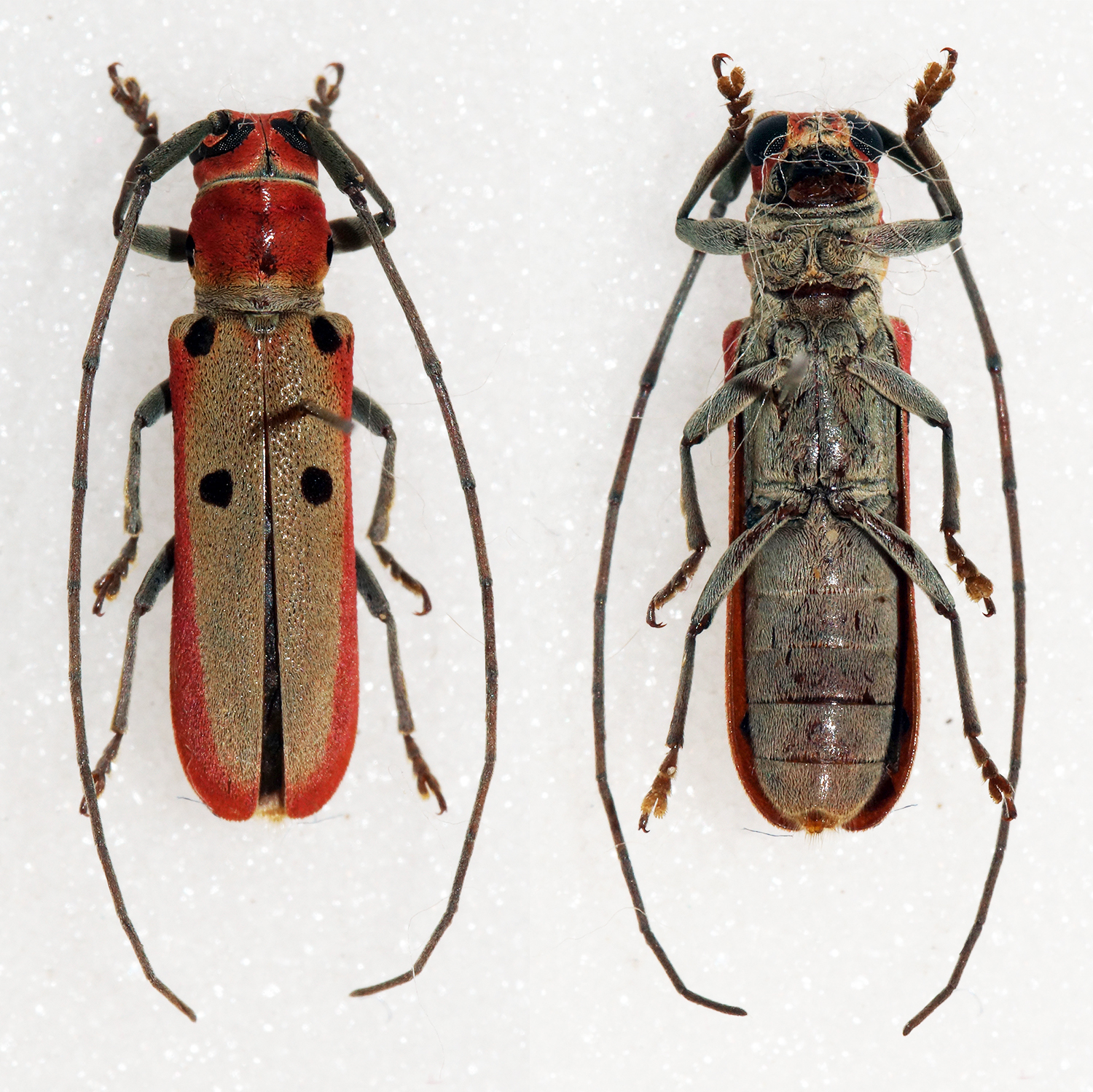
Prosopocera octomaculata

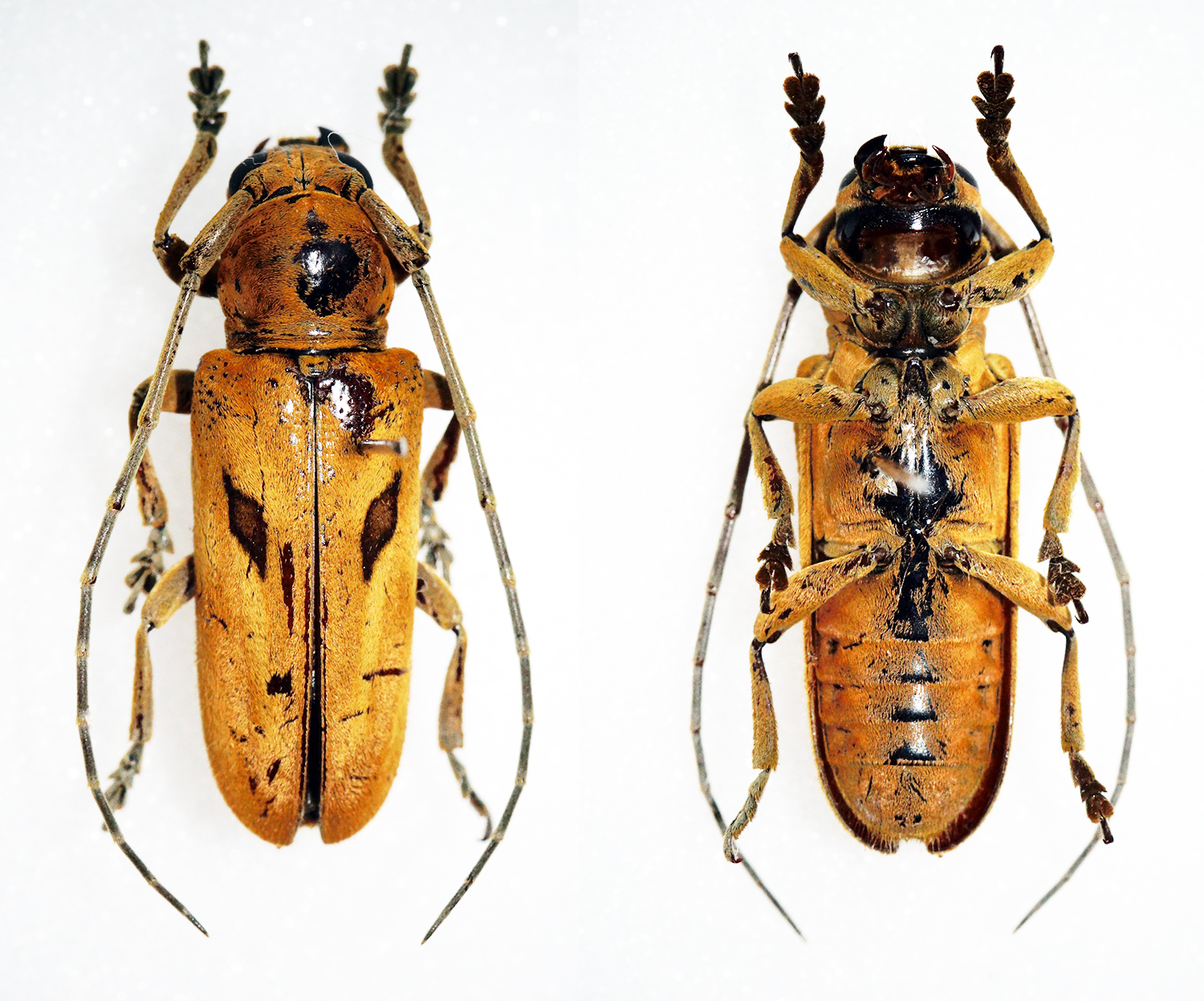
Prosopocera pallida

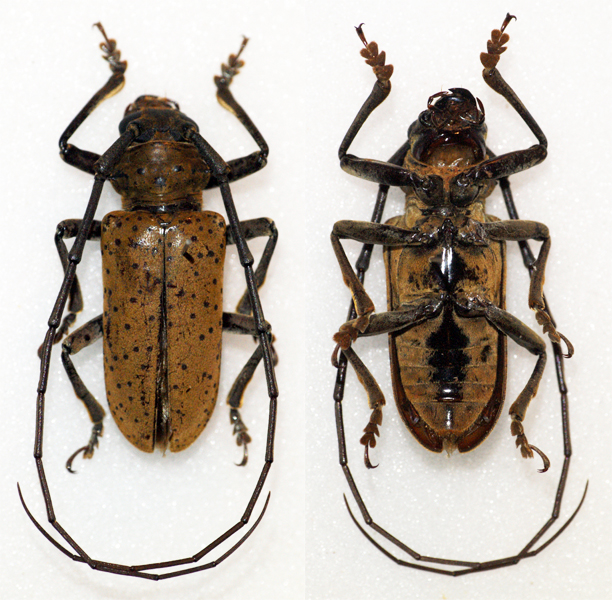
Prosopocera rothschildi

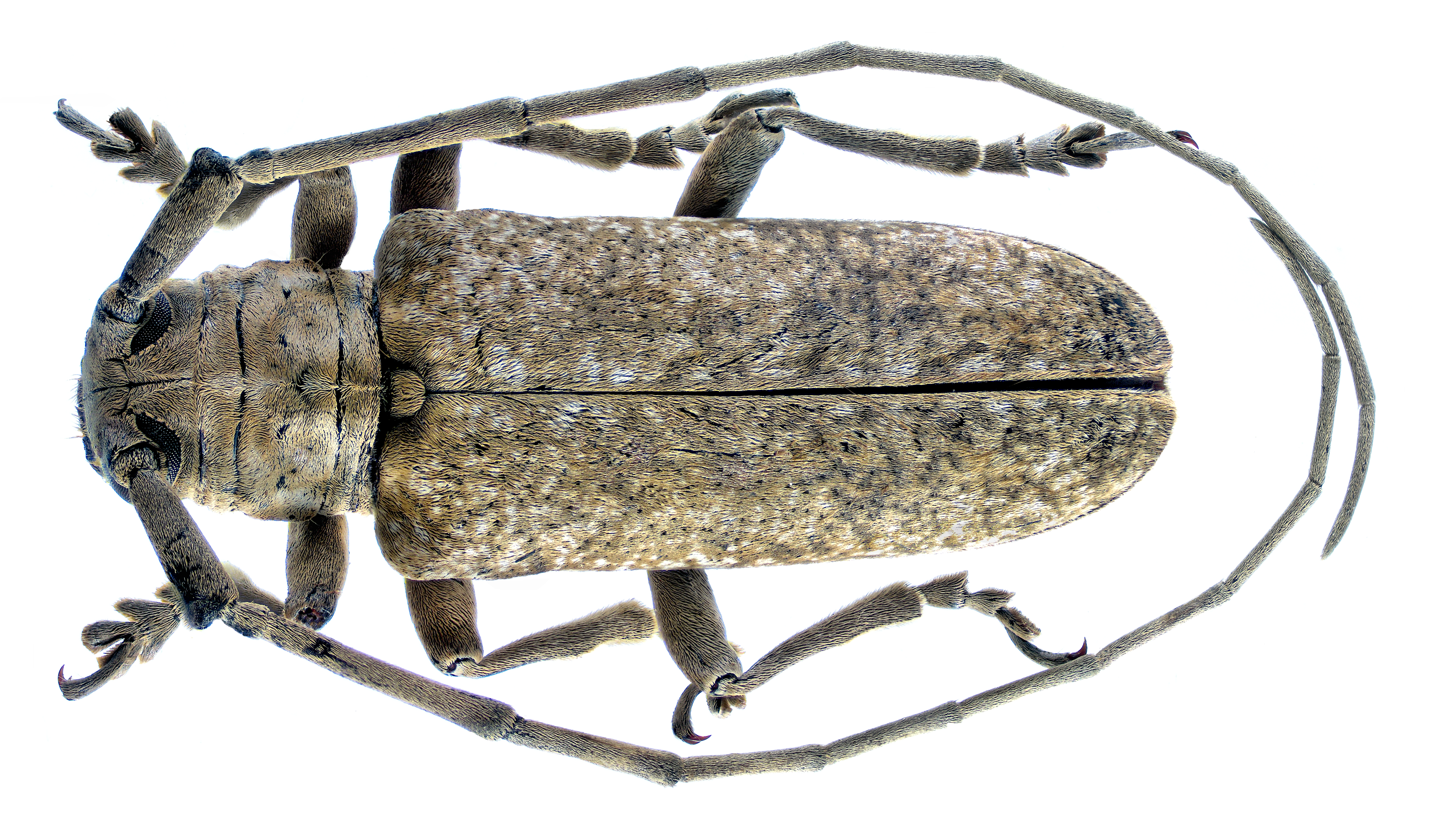
Prosopocera unicolor

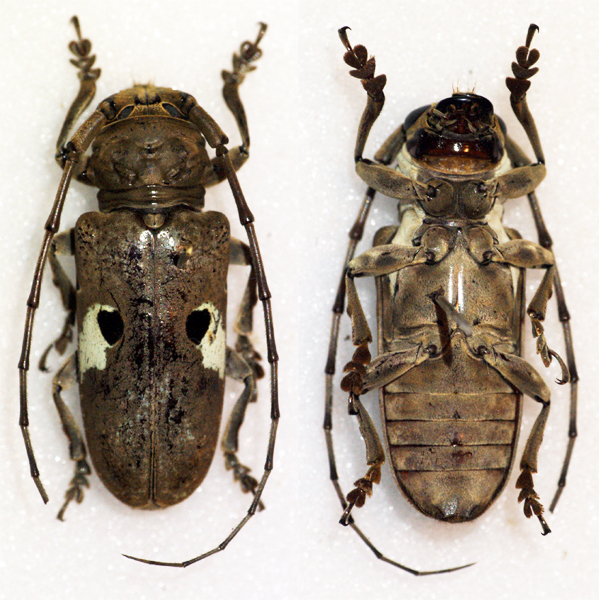
Prosopocera bipunctata

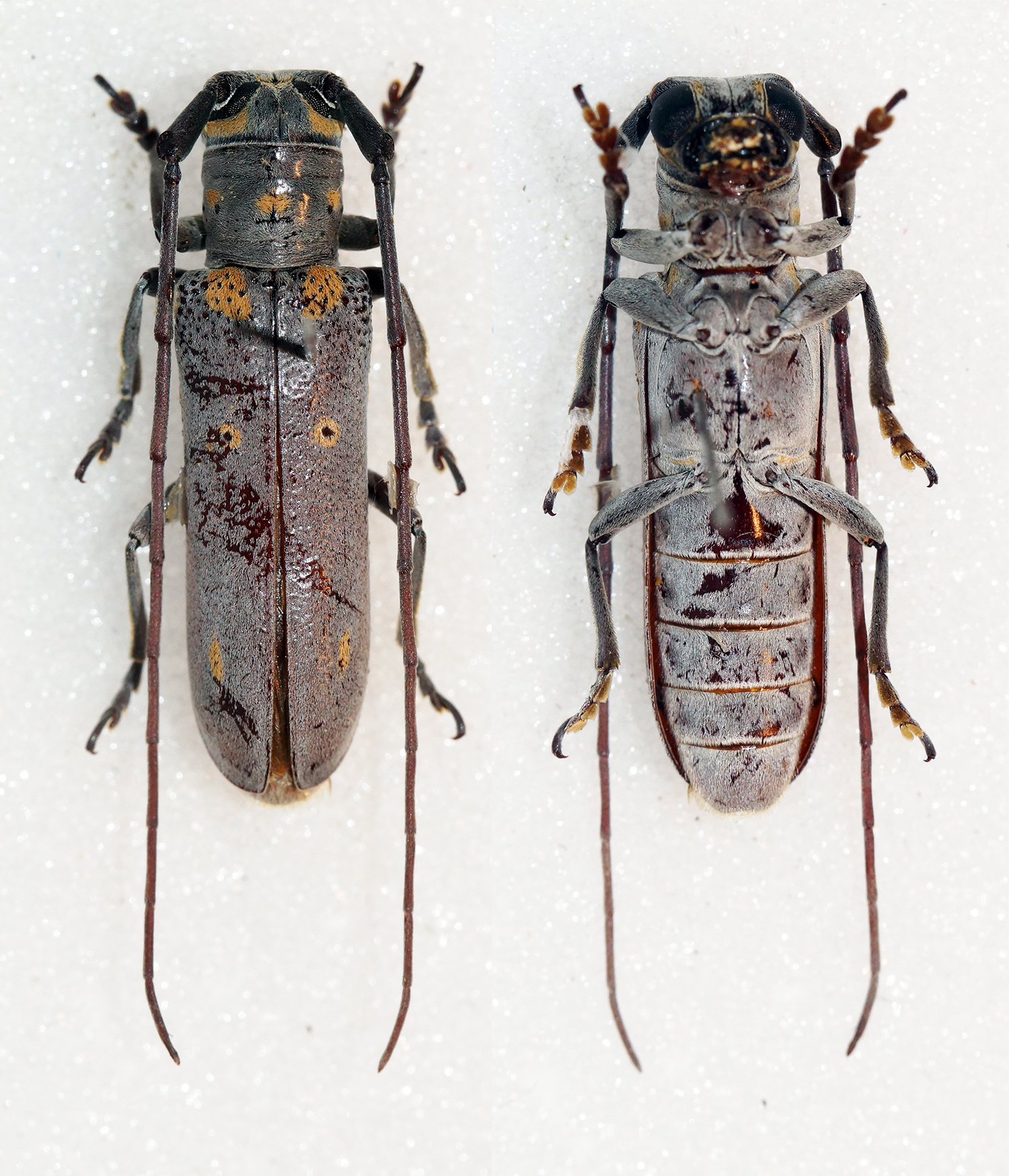
Prosopocera wahlbergi

Prosopocera – rodzaj chrząszczy z rodziny kózkowatych i podrodziny zgrzypikowych. 

## Zasięg występowania
Przedstawiciele tego rodzaju występują w Afryce oraz na Półwyspie Arabskim.

## Systematyka
Do Prosopocera należą 262 gatunki i 15 podrodzajów:

- Podrodzaj: AlphitopolaThomson, 1857
  - Prosopocera adlbaueri
  - Prosopocera aemilii
  - Prosopocera alba
  - Prosopocera albicollis
  - Prosopocera alboguttata
  - Prosopocera albomaculata
  - Prosopocera albosignata
  - Prosopocera allaeri
  - Prosopocera alluaudi
  - Prosopocera antennalis
  - Prosopocera apralutea
  - Prosopocera aristocratica
  - Prosopocera arrowiana
  - Prosopocera balteata
  - Prosopocera bamakai
  - Prosopocera bella
  - Prosopocera bettoni
  - Prosopocera bicornuta
  - Prosopocera bivittata
  - Prosopocera bivitticollis
  - Prosopocera bouteti
  - Prosopocera brunneomaculata
  - Prosopocera camerunica
  - Prosopocera capeneri
  - Prosopocera capensis
  - Prosopocera chanleri
  - Prosopocera clara
  - Prosopocera collarti
  - Prosopocera congoana
  - Prosopocera cretacea
  - Prosopocera dahomeica
  - Prosopocera delahayei
  - Prosopocera demelti
  - Prosopocera elongata
  - Prosopocera flava
  - Prosopocera flavescens
  - Prosopocera flavomaculata
  - Prosopocera flavopunctata
  - Prosopocera flavosignata
  - Prosopocera flavostriata
  - Prosopocera flavovittata
  - Prosopocera flavovittatipennis
  - Prosopocera forchhammeriana
  - Prosopocera gahani
  - Prosopocera garnieri
  - Prosopocera gaucheti
  - Prosopocera gracilis
  - Prosopocera gracillima
  - Prosopocera grisemarginata
  - Prosopocera griseomarmorata
  - Prosopocera haafi
  - Prosopocera haemoroidalis
  - Prosopocera harrarensis
  - Prosopocera holoalba
  - Prosopocera holobrunnea
  - Prosopocera hologrisea
  - Prosopocera imitans
  - Prosopocera infragrisea
  - Prosopocera insularis
  - Prosopocera itzingeriana
  - Prosopocera janus
  - Prosopocera kristenseni
  - Prosopocera lactea
  - Prosopocera lambda
  - Prosopocera lameerei
  - Prosopocera lemoulti
  - Prosopocera lockleyi
  - Prosopocera lutea
  - Prosopocera machadoi
  - Prosopocera malawina
  - Prosopocera marshalliana
  - Prosopocera maublanci
  - Prosopocera multinigromaculata
  - Prosopocera murrea
  - Prosopocera nebulosa
  - Prosopocera nigriscapus
  - Prosopocera nigropunctata
  - Prosopocera nigropunctosa
  - Prosopocera nivea
  - Prosopocera nivosa
  - Prosopocera ochracea
  - Prosopocera ochraceomaculata
  - Prosopocera ochreobasalis
  - Prosopocera octomaculata
  - Prosopocera oremansi
  - Prosopocera pallida
  - Prosopocera paralutea
  - Prosopocera paykulli
  - Prosopocera persimilis
  - Prosopocera principalis
  - Prosopocera pseudobella
  - Prosopocera pseudofatidica
  - Prosopocera pseudomaculosa
  - Prosopocera pseudopatriciana
  - Prosopocera pujoli
  - Prosopocera pulcherrima
  - Prosopocera pulchra
  - Prosopocera pylas
  - Prosopocera pyrgopolynica
  - Prosopocera raffrayi
  - Prosopocera rhodesiana
  - Prosopocera robecchii
  - Prosopocera rogueti
  - Prosopocera rufescens
  - Prosopocera rufipennis
  - Prosopocera rufobrunnea
  - Prosopocera rufula
  - Prosopocera saperdoides
  - Prosopocera schistaceoides
  - Prosopocera schultzei
  - Prosopocera sekorensis
  - Prosopocera senegalensis
  - Prosopocera sexmaculata
  - Prosopocera signata
  - Prosopocera snizeki
  - Prosopocera speciosa
  - Prosopocera spinales
  - Prosopocera lendida
  - Prosopocera subcretacea
  - Prosopocera submaculosa
  - Prosopocera subpallida
  - Prosopocera subsenegalensis
  - Prosopocera subvittata
  - Prosopocera sudanica
  - Prosopocera sulphureomarmorata
  - Prosopocera sulphureotincta
  - Prosopocera superba
  - Prosopocera tenuis
  - Prosopocera thomsoni
  - Prosopocera trimaculata
  - Prosopocera turei
  - Prosopocera unicolor
  - Prosopocera usambarica
  - Prosopocera ventralis
  - Prosopocera viridana
  - Prosopocera viridecincta
  - Prosopocera iridibasalis
  - Prosopocera viridimaculata
  - Prosopocera viridis
  - Prosopocera vitticollis
  - Prosopocera vivyana
  - Prosopocera voltensis
  - Prosopocera wahlbergi
  - Prosopocera werneri
  - Prosopocera wittei
  - Prosopocera ziczac
  - Prosopocera zimbabwea
- Podrodzaj: Amylopola Teocchi, 1998
  - Prosopocera ornata
- Podrodzaj: Carayonida Teocchi, 1996
  - Prosopocera jacobeae
- Podrodzaj: Dalterogyna Teocchi, 1999
  - Prosopocera vuattouxi
- Podrodzaj: Dalterus Fairmaire, 1892
  - Prosopocera albomarmorata
  - Prosopocera aspersa
  - Prosopocera auberti
  - Prosopocera basigranulosa
  - Prosopocera bicincta
  - Prosopocera blairiella
  - Prosopocera bothai
  - Prosopocera cornifrons
  - Prosopocera damarensis
  - Prosopocera decrocki
  - Prosopocera degeeri
  - Prosopocera dejeani
  - Prosopocera fisheri
  - Prosopocera flavomarmorata
  - Prosopocera fossulata
  - Prosopocera grossepunctata
  - Prosopocera hamata
  - Prosopocera hessei
  - Prosopocera imbellis
  - Prosopocera indistincta
  - Prosopocera inermis
  - Prosopocera kulzeri
  - Prosopocera madagascariensis
  - Prosopocera marmorata
  - Prosopocera multipunctata
  - Prosopocera ndinguelei
  - Prosopocera ndumoensis
  - Prosopocera nigroocellata
  - Prosopocera parapropinqua
  - Prosopocera parimbellis
  - Prosopocera pascoei
  - Prosopocera patrizii
  - Prosopocera peeli
  - Prosopocera plasoni
  - Prosopocera propinqua
  - Prosopocera rhodesica
  - Prosopocera similis
  - Prosopocera somaliensis
  - Prosopocera strandiella
  - Prosopocera subbicincta
  - Prosopocera subinermicollis
  - Prosopocera trosseveni
  - Prosopocera violaceomarmorata
  - Prosopocera viridifossulata
- Podrodzaj: Hierogyna Thomson, 1868
  - Prosopocera albovariegata
  - Prosopocera aliena
  - Prosopocera argus
  - Prosopocera bicolor
  - Prosopocera decemmaculata
  - Prosopocera itzingeri
  - Prosopocera luteomarmorata
  - Prosopocera mozambica
  - Prosopocera ochreosparsa
  - Prosopocera parallela
  - Prosopocera peregrina
  - Prosopocera plagifera
  - Prosopocera prasina
  - Prosopocera prasinoides
  - Prosopocera regalis
  - Prosopocera spinicollis
  - Prosopocera uniformis
  - Prosopocera viridifulgens
- Podrodzaj: Jirouxia Teocchi & Sudre, 2002
  - Prosopocera legrandi
- Podrodzaj: Kallikera Teocchi, 1985
  - Prosopocera lesnei
- Podrodzaj: Musala Teocchi, 2000
  - Prosopocera ferrierei
  - Prosopocera flavoguttata
  - Prosopocera marshalli
- Podrodzaj: Ochropyga Aurivillius, 1913
  - Prosopocera ceciliae
  - Prosopocera glaucina
  - Prosopocera lucia
- Podrodzaj: Paralphitopola Teocchi, 1989
  - Prosopocera maculosa
- Podrodzaj: Parapocera Breuning, 1936
  - Prosopocera fatidica
  - Prosopocera lineatopunctata
  - Prosopocera rotschildi
  - Prosopocera teocchii
- Podrodzaj: Prosopocera Blanchard, 1845
  - Prosopocera alboplagiata
  - Prosopocera albovestita
  - Prosopocera angolensis
  - Prosopocera antennata
  - Prosopocera batoceroides
  - Prosopocera belzebuth
  - Prosopocera bioculata
  - Prosopocera bipunctata
  - Prosopocera brunnescens
  - Prosopocera callypiga
  - Prosopocera cantaloubei
  - Prosopocera cylindrica
  - Prosopocera francoisiana
  - Prosopocera fryi
  - Prosopocera fuscomaculata
  - Prosopocera gassneri
  - Prosopocera gigantea
  - Prosopocera griseomaculata
  - Prosopocera infulata
  - Prosopocera insignis
  - Prosopocera lactator
  - Prosopocera lepsemei
  - Prosopocera mediomaculata
  - Prosopocera myops
  - Prosopocera orientalis
  - Prosopocera princeps
  - Prosopocera regia
  - Prosopocera shoutedeni
  - Prosopocera signatifrons
  - Prosopocera subvalida
  - Prosopocera superbrunnea'
  - Prosopocera undulata
  - Prosopocera valida
  - Prosopocera viridegrisea
- Podrodzaj: Tecton Chevrolat, 1855
  - Prosopocera quadrisignata
  - Prosopocera reductomaculata
- Podrodzaj: Tragopola Sudre & Teocchi 2002
  - Prosopocera murphyi